# U.S.D. Castelsardo
Unione Sportiva Dilettantistica Castelsardo là một câu lạc bộ bóng đá Ý đến từ Castelsardo, Sardinia. Màu sắc của đội là đỏ và xanh. 

## Cầu thủ nổi tiếng
- Antonio Langella